# Hoofdklasse hockey dames 1987/88
Het seizoen 1987/88 is de 7de editie van de dameshoofdklasse waarin onder de KNHB-vlag om het landskampioenschap hockey werd gestreden. 
In het voorgaande seizoen zijn Oranje Zwart en EMHC gedegradeerd. Hiervoor zijn Laren en DKS in de plaats gekomen.
HGC werd landskampioen, Rotterdam en nieuwkomer Laren degradeerden rechtstreeks.

## Eindstand
Na 22 speelronden was de eindstand:
| #  | Club      | GS | W  | G | V  | P  | DV      | DT      | DS  |
| -- | --------- | -- | -- | - | -- | -- | ------- | ------- | --- |
| 1  | HGC       | 22 | 21 | 1 | 0  | 43 | 64 - 6  | 64 - 6  | +58 |
| 2  | Amsterdam | 22 | 20 | 1 | 1  | 41 | 84 - 14 | 84 - 14 | +70 |
| 3  | Hilversum | 22 | 14 | 3 | 5  | 31 | 50 - 28 | 50 - 28 | +22 |
| 4  | Groningen | 22 | 12 | 4 | 6  | 28 | 28 - 21 | 28 - 21 | +7  |
| 5  | HDM       | 22 | 10 | 4 | 8  | 24 | 27 - 27 | 27 - 27 | 0   |
| 6  | Kampong   | 22 | 9  | 3 | 10 | 21 | 28 - 38 | 28 - 38 | -10 |
| 7  | MOP       | 22 | 7  | 4 | 11 | 18 | 20 - 27 | 20 - 27 | -7  |
| 8  | DKS       | 22 | 8  | 1 | 13 | 17 | 23 - 43 | 23 - 43 | -20 |
| 9  | Were Di   | 22 | 5  | 4 | 13 | 14 | 24 - 44 | 24 - 44 | -20 |
| 10 | Upward    | 22 | 4  | 6 | 12 | 14 | 22 - 48 | 22 - 48 | -26 |
| 11 | Rotterdam | 22 | 3  | 3 | 16 | 9  | 17 - 52 | 17 - 52 | -35 |
| 12 | Laren     | 22 | 2  | 0 | 20 | 4  | 18 - 57 | 18 - 57 | -39 |

### Legenda
| Afk.      | Betekenis                                               |
| --------- | ------------------------------------------------------- |
| GS        | aantal gespeelde wedstrijden                            |
| W         | aantal gewonnen wedstrijden                             |
| G         | aantal gelijk gespeelde wedstrijden                     |
| V         | aantal verloren wedstrijden                             |
| P         | totaal aantal punten                                    |
| DV        | aantal gemaakte doelpunten                              |
| DT        | aantal doelpunten tegen                                 |
| DS        | doelsaldo                                               |
| HGC       | HGC en Amsterdam plaatsen zich voor de Europacup I 1989 |
| Rotterdam | Rotterdam en Laren zijn rechtstreeks gedegradeerd       |

Nederlands landskampioenschap

1921/22 ·
1922/23 ·
1923/24 ·
1924/25 ·
1925/26 ·
1926/27 ·
1927/28 ·
1928/29 ·
1929/30 ·
1930/31 ·
1931/32 ·
1932/33 ·
1933/34 ·
1934/35 ·
1935/36 ·
1936/37 ·
1937/38 ·
1938/39 ·
1939/40 ·
1940/41 ·
1941/42 ·
1942/43 ·
1943/44 ·
1944/45 ·
1945/46 ·
1946/47 ·
1947/48 ·
1948/49 ·
1949/50 ·
1950/51 ·
1951/52 ·
1952/53 ·
1953/54 ·
1954/55 ·
1955/56 ·
1956/57 ·
1957/58 ·
1958/59 ·
1959/60 ·
1960/61 ·
1961/62 ·
1962/63 ·
1963/64 ·
1964/65 ·
1965/66 ·
1966/67 ·
1967/68 ·
1968/69 ·
1969/70 ·
1970/71 ·
1971/72 ·
1972/73 ·
1973/74 ·
1974/75 ·
1975/76 ·
1976/77 ·
1977/78 ·
1978/79 ·
1979/80 ·
1980/81
Hoofdklasse dames

1981/82 · 
1982/83 · 
1983/84 · 
1984/85 · 
1985/86 · 
1986/87 · 
1987/88 · 
1988/89 · 
1989/90 · 
1990/91 · 
1991/92 · 
1992/93 · 
1993/94 · 
1994/95 · 
1995/96 · 
1996/97 · 
1997/98 · 
1998/99 · 
1999/00 · 
2000/01 · 
2001/02 · 
2002/03 · 
2003/04 · 
2004/05 · 
2005/06 · 
2006/07 · 
2007/08 · 
2008/09 · 
2009/10 · 
2010/11 · 
2011/12 · 
2012/13 ·
2013/14 ·
2014/15 ·
2015/16 ·
2016/17 ·
2017/18 ·
2018/19 ·
2019/20 ·
2020/21 ·
2021/22 ·
2022/23 ·
2023/24 ·
2024/25 ·
Nederlandse competities: Hoofdklasse (zaal) · Promotieklasse · Overgangsklasse · Eerste klasse · Tweede klasse · Derde klasse · Vierde klasse · Gold Cup · Silver Cup

Nederlands kampioenschap: Lijst van Nederlandse landskampioenen hockey · Lijst van Nederlandse landskampioenen zaalhockey

Europese competities: Euro Hockey League · Europacup I · Europa Cup II · Europacup zaalhockey